# Carmelita Jeter
Carmelita Jeter (Gardena, California, 24 de noviembre de 1979) es una exatleta estadounidense de 100 y 200 m lisos. Posee la cuarta mejor marca de la historia en la prueba de 100 m (10,64s), y en su carrera deportiva ostentó medallas de oro en Juegos Olímpicos y campeonatos mundiales como parte del equipo nacional de relevos 4 × 100 m y un título individual de la especialidad de 100 m. Es hermana del baloncestista Pooh Jeter.

## Trayectoria
Tras superar una lesión que le impidió correr a plenitud entre los años 2003 a 2005, Jeter empezó a destacar el año 2007 en la prueba de 100 m a raíz del primer lugar obtenido en el Adidas Track Classic (11,05 s); así como la medalla de bronce del Campeonato Mundial de Atletismo (11,02 s), y el primer puesto del World Athletics Final en Stuttgart (11,10 s).
El 2009, después de que en 2008 no había logrado clasificar a los Juegos Olímpicos de Pekín, obtuvo otro tercer puesto en el campeonato mundial de Berlín (10,90 s). También logró el primer lugar del World Athletics Final, en Salónica, donde estableció la tercera mejor marca de la historia en los 100 m lisos  (10,67 s), la cual mejoró siete días después en Shanghái (10,64 s), por lo que se ubicó como la segunda mejor corredora en la prueba de todos los tiempos, después de Florence Griffith Joyner. El 2010 fue una de las ganadoras de la Liga de Diamante.
El año 2011, en su tercera aparición en un Campeonato Mundial de Atletismo, Jeter logró su primer título absoluto de los 100 m con un tiempo de 10,90 s, por delante de la jamaicana Veronica Campbell-Brown (10,97 s); y como parte del equipo estadounidense de 4 × 100 m, se adjudicó otra medalla dorada.
También arribó a la final de los 200 m (22,37 s), pero esta vez llegó en la segunda posición, habiendo sido Campbell-Brown la ganadora (22,22 s). Asimismo, terminó como vencedora en las pruebas de 100 y 200 m en la Liga de Diamante. Estos logros le valieron el merecimiento del Premio Jesse Owens junto a Jesse Williams.
El año 2012, en su primera aparición en  Juegos Olímpicos, los cuales tuvieron lugar en Londres, llegó a la final de los 100 m, y con un tiempo de 10,78 s se adjudicó el segundo puesto por detrás de Shelly-Ann Fraser-Pryce (10,75 s); mientras que en los 200 m logró la medalla de bronce con un registro de 22,14 s. Sin embargo, conquistó la medalla de oro como parte del equipo de relevo 4 × 100 m junto a Tianna Madison, Allyson Felix, y Bianca Knight; habiendo sido ella el último relevo. Además, las estadounidenses impusieron un nuevo récord mundial y olímpico de 40,82 s, los cuales se habían mantenido desde 1985 y 1980, respectivamente.
En el Campeonato Mundial de Atletismo de 2013 celebrado en Moscú, ganó la medalla de bronce con un tiempo de 10,94 segundos, por detrás de la jamaicana Shelly-Ann Fraser-Pryce (10,71 segundos) y la marfileña Murielle Ahouré (10,93 segundos).
El 2015 se ubicó quinta en Eugene por la Liga de Diamante (11,02) en los 100 m, y logró la medalla de plata en los Relevos Mundiales como parte del equipo de 4 × 100 m. No pudo, sin embargo, formar parte de la delegación estadounidense para el campeonato mundial de Pekín. De hecho, sufrió una lesión en su pierna izquierda en el campeonato nacional en el mes de junio durante la prueba de los 100 m.
En pista cubierta, conquistó la presea de plata en la prueba de 60 m lisos en Doha 2010 (7,05 s).
Manifestó su retiro de las competiciones atléticas a finales del año 2017.

## Marcas personales
| Prueba                 | Tiempo  | Viento | Lugar             | Fecha      |
| ---------------------- | ------- | ------ | ----------------- | ---------- |
| 50 m (pista cubierta)  | 6,69 s  |        | Los Ángeles (USA) | 23/02/2002 |
| 55 m (pista cubierta)  | 6,84 s  |        | Fresno (USA)      | 21/01/2008 |
| 60 m (pista cubierta)  | 7,02 s  |        | Albuquerque (USA) | 28/02/2010 |
| 200 m (pista cubierta) | 25,33 s |        | Nampa (USA)       | 18/01/2003 |
| 100 m                  | 10,64 s | +1,2   | Shanghái (CHN)    | 20/09/2009 |
| 200 m                  | 22,11 s | +1,0   | Eugene (USA)      | 30/06/2012 |
| 300 m                  | 37,52 s |        | Pasadena (USA)    | 23/03/2013 |
| 400 m                  | 53,08 s |        | Los Ángeles (USA) | 04/04/2009 |
| 4 x 100 m              | 40,82 s |        | Londres (GBR)     | 10/08/2012 |
| 4 x 400 m              | 3:25,71 |        | Austin (USA)      | 05/04/2008 |